# Partecipanti al Tour Down Under 2011
Elenco di partecipanti al Tour Down Under 2011
Alla competizione presero parte 19 squadre. Ognuna era composta da 7 corridori, per un totale di 133 ciclisti.

## Corridori per squadra
R: ritirato; NP: non partito; S: squalificato
| Omega Pharma-Lotto            | Omega Pharma-Lotto            | Omega Pharma-Lotto            | Team Leopard-Trek        | Team Leopard-Trek        | Team Leopard-Trek        | Saxo Bank-Sungard                | Saxo Bank-Sungard                | Saxo Bank-Sungard                |
| ----------------------------- | ----------------------------- | ----------------------------- | ------------------------ | ------------------------ | ------------------------ | -------------------------------- | -------------------------------- | -------------------------------- |
| 1                             | André Greipel                 | 7º                            | 71                       | Stuart O'Grady           | 50º                      | 141                              | Richie Porte                     | 33°                              |
| 2                             | Jurgen Van De Walle           | 78º                           | 72                       | Martin Pedersen          | 115º                     | 142                              | Juan José Haedo                  | 114º                             |
| 3                             | Adam Hansen                   | 64º                           | 73                       | Stefan Denifl            | 66º                      | 143                              | Baden Cooke                      | 34º                              |
| 4                             | Olivier Kaisen                | 77º                           | 74                       | Davide Viganò            | 30º                      | 144                              | Nicki Sørensen                   | 31º                              |
| 5                             | Vicente Reynés                | 88º                           | 75                       | Martin Mortensen         | 119º                     | 145                              | David Tanner                     | 73º                              |
| 6                             | Jürgen Roelandts              | 27º                           | 76                       | William Clarke           | 104º                     | 146                              | Lucas Sebastián Haedo            | 101º                             |
| 7                             | Marcel Sieberg                | 60º                           | 77                       | Bruno Pires              | 63º                      | 147                              | Brian Vandborg                   | 116º                             |
| Manager: Herman Frison        | Manager: Herman Frison        | Manager: Herman Frison        | Manager: Lars Michaelsen | Manager: Lars Michaelsen | Manager: Lars Michaelsen | Manager: Bradley McGee           | Manager: Bradley McGee           | Manager: Bradley McGee           |
| Team RadioShack               | Team RadioShack               | Team RadioShack               | Quickstep Cycling Team   | Quickstep Cycling Team   | Quickstep Cycling Team   | Euskaltel-Euskadi                | Euskaltel-Euskadi                | Euskaltel-Euskadi                |
| 11                            | Lance Armstrong               | 67º                           | 81                       | Francesco Chicchi        | 120º                     | 151                              | Iñaki Isasi                      | 41°                              |
| 12                            | Robbie McEwen                 | 28º                           | 82                       | Marco Bandiera           | 91º                      | 152                              | Gorka Izagirre                   | 12º                              |
| 13                            | Manuel Cardoso                | 89º                           | 83                       | Gerald Ciolek            | 74º                      | 153                              | Miguel Mínguez                   | 51º                              |
| 14                            | Ben Hermans                   | 15º                           | 84                       | Addy Engels              | 21º                      | 154                              | Jon Izagirre                     | 72º                              |
| 15                            | Markel Irizar                 | 98º                           | 85                       | Davide Malacarne         | 84º                      | 155                              | Rubén Pérez                      | 40º                              |
| 16                            | Robert Hunter                 | 57º                           | 86                       | Francesco Reda           | 25º                      | 156                              | Daniel Sesma                     | 109º                             |
| 17                            | Grégory Rast                  | 102º                          | 87                       | Julien Vermote           | 45º                      | 157                              | Iván Velasco                     | 23º                              |
| Manager: José Azevedo         | Manager: José Azevedo         | Manager: José Azevedo         | Manager: Rik Van Slycke  | Manager: Rik Van Slycke  | Manager: Rik Van Slycke  | Manager: Josu Larrazabal         | Manager: Josu Larrazabal         | Manager: Josu Larrazabal         |
| HTC-Highroad                  | HTC-Highroad                  | HTC-Highroad                  | Katusha Team             | Katusha Team             | Katusha Team             | Movistar Team                    | Movistar Team                    | Movistar Team                    |
| 21                            | Mark Cavendish                | 129º                          | 91                       | Denis Galimzjanov        | 92º                      | 151                              | José Joaquín Rojas               | 14°                              |
| 22                            | Bernhard Eisel                | 127º                          | 92                       | Joan Horrach             | 47º                      | 152                              | José Iván Gutiérrez              | 17º                              |
| 23                            | Matthew Goss                  | 2º                            | 93                       | Sergej Ivanov            | 36º                      | 143                              | David López García               | 42º                              |
| 24                            | Bert Grabsch                  | 124º                          | 94                       | Aljaksandr Kučynski      | 99º                      | 164                              | Ángel Madrazo                    | 38º                              |
| 25                            | Danny Pate                    | 95º                           | 95                       | Nikolaj Trusov           | 81º                      | 165                              | Luis Pasamontes                  | 54º                              |
| 26                            | Mark Renshaw                  | 111º                          | 96                       | Stijn Vandenbergh        | 35º                      | 166                              | José Vicente García              | R                                |
| 27                            | Hayden Roulston               | 29º                           | 97                       | Ėduard Vorganov          | 87º                      | 167                              | Francisco Ventoso                | 6º                               |
| Manager: Allan Peiper         | Manager: Allan Peiper         | Manager: Allan Peiper         | Manager: Dmitrij Konyšev | Manager: Dmitrij Konyšev | Manager: Dmitrij Konyšev | Manager: José Luis Arrieta       | Manager: José Luis Arrieta       | Manager: José Luis Arrieta       |
| Team Garmin-Cervélo           | Team Garmin-Cervélo           | Team Garmin-Cervélo           | AG2R La Mondiale         | AG2R La Mondiale         | AG2R La Mondiale         | Vacansoleil-DCM Pro Cycling Team | Vacansoleil-DCM Pro Cycling Team | Vacansoleil-DCM Pro Cycling Team |
| 31                            | Tyler Farrar                  | 118º                          | 101                      | Julien Loubet            | 20º                      | 171                              | Romain Feillu                    | 19°                              |
| 32                            | Jack Bobridge                 | 52º                           | 102                      | Dimitri Champion         | 103º                     | 172                              | Rob Ruijgh                       | 44º                              |
| 33                            | Julian Dean                   | 117º                          | 103                      | Mathieu Perget           | 24º                      | 173                              | Thomas De Gendt                  | 58º                              |
| 34                            | Brett Lancaster               | 97º                           | 104                      | Kristof Goddaert         | 106º                     | 174                              | Sergej Lagutin                   | 13º                              |
| 35                            | Cameron Meyer                 | 1º                            | 105                      | Steve Houanard           | 96º                      | 175                              | Alberto Ongarato                 | 56º                              |
| 36                            | Matthew Wilson                | 108º                          | 106                      | Blel Kadri               | 8º                       | 176                              | Mirko Selvaggi                   | 22º                              |
| 37                            | Travis Meyer                  | 71º                           | 107                      | Jurij Krivcov            | 37º                      | 177                              | Joost van Leijen                 | 125º                             |
| Manager: Matthew White        | Manager: Matthew White        | Manager: Matthew White        | Manager: Laurent Biondi  | Manager: Laurent Biondi  | Manager: Laurent Biondi  | Manager: Michel Cornelisse       | Manager: Michel Cornelisse       | Manager: Michel Cornelisse       |
| Rabobank Cycling Team         | Rabobank Cycling Team         | Rabobank Cycling Team         | Lampre-ISD               | Lampre-ISD               | Lampre-ISD               | UniSA-Australia                  | UniSA-Australia                  | UniSA-Australia                  |
| 41                            | Graeme Brown                  | 112º                          | 111                      | Alfredo Balloni          | 79°                      | 181                              | Luke Roberts                     | 10°                              |
| 42                            | Tom Leezer                    | 94º                           | 112                      | Aitor Pérez              | 49º                      | 182                              | Wesley Sulzberger                | 90º                              |
| 43                            | Michael Matthews              | 4º                            | 113                      | Matteo Bono              | 126º                     | 183                              | Jonathan Cantwell                | 39º                              |
| 44                            | Laurens ten Dam               | 5º                            | 114                      | Vitalij Buc              | 85º                      | 184                              | Luke Durbridge                   | 62º                              |
| 45                            | Jos van Emden                 | 113º                          | 115                      | Manuele Mori             | 16º                      | 185                              | Michael Hepburn                  | 107º                             |
| 46                            | Coen Vermeltfoort             | 128º                          | 116                      | Alessandro Spezialetti   | 93°                      | 186                              | Mitchell Docker                  | 82º                              |
| 47                            | Pieter Weening                | 110º                          | 117                      | Daniele Righi            | 122º                     | 187                              | Bernard Sulzberger               | R                                |
| Manager: Adri van Houwelingen | Manager: Adri van Houwelingen | Manager: Adri van Houwelingen | Manager: Bruno Vicino    | Manager: Bruno Vicino    | Manager: Bruno Vicino    | Manager: Dave Sanders            | Manager: Dave Sanders            | Manager: Dave Sanders            |
| Sky Procycling                | Sky Procycling                | Sky Procycling                | Liquigas-Cannondale      | Liquigas-Cannondale      | Liquigas-Cannondale      |                                  |                                  |                                  |
| 51                            | Michael Rogers                | 53º                           | 121                      | Davide Cimolai           | 83°                      |                                  |                                  |                                  |
| 52                            | Geraint Thomas                | 68º                           | 122                      | Kristjan Koren           | 55º                      |                                  |                                  |                                  |
| 53                            | Simon Gerrans                 | R                             | 123                      | Alan Marangoni           | 75º                      |                                  |                                  |                                  |
| 54                            | Greg Henderson                | 80º                           | 124                      | Fabio Sabatini           | 86º                      |                                  |                                  |                                  |
| 55                            | Chris Sutton                  | R                             | 125                      | Simone Ponzi             | 18º                      |                                  |                                  |                                  |
| 56                            | Ben Swift                     | 3º                            | 126                      | Elia Viviani             | 32º                      |                                  |                                  |                                  |
| 57                            | Mathew Hayman                 | 48º                           | 127                      | Cameron Wurf             | 26º                      |                                  |                                  |                                  |
| Manager: Sean Yates           | Manager: Sean Yates           | Manager: Sean Yates           | Manager: Dario Mariuzzo  | Manager: Dario Mariuzzo  | Manager: Dario Mariuzzo  |                                  |                                  |                                  |
| Pro Team Astana               | Pro Team Astana               | Pro Team Astana               | BMC Racing Team          | BMC Racing Team          | BMC Racing Team          |                                  |                                  |                                  |
| 61                            | Allan Davis                   | 9º                            | 131                      | Alessandro Ballan        | 11°                      |                                  |                                  |                                  |
| 62                            | Simon Clarke                  | 65º                           | 132                      | Alexander Kristoff       | 100º                     |                                  |                                  |                                  |
| 63                            | Maksim Gurov                  | 105º                          | 133                      | John Murphy              | 123º                     |                                  |                                  |                                  |
| 64                            | Andrij Hrivko                 | 61º                           | 134                      | Simon Zahner             | 70º                      |                                  |                                  |                                  |
| 65                            | Valentin Iglinskij            | 121º                          | 135                      | Timothy Roe              | 69º                      |                                  |                                  |                                  |
| 66                            | Tanel Kangert                 | 46º                           | 136                      | Martin Kohler            | 43º                      |                                  |                                  |                                  |
| 67                            | Evgenij Nepomnjaščij          | 76º                           | 137                      | Amaël Moinard            | 59º                      |                                  |                                  |                                  |
| Manager: Guido Bontempi       | Manager: Guido Bontempi       | Manager: Guido Bontempi       | Manager: Michael Sayers  | Manager: Michael Sayers  | Manager: Michael Sayers  |                                  |                                  |                                  |